# Geologists Cove
Die Geologists Cove (englisch für polnisch Zatoka Geologów ‚Geologenbucht‘) ist eine Bucht am Südende der Krakau-Halbinsel von King George Island im Archipel der Südlichen Shetlandinseln. Sie liegt vor der Front des Penderecki-Gletschers zwischen dem Chabrier Rock und den Syrezol Rocks am Übergang von der Admiralty Bay in die Bransfieldstraße.
Polnische Wissenschaftler benannten sie 1980 nach den Geologen der von 1978 bis 1979 durchgeführten polnischen Antarktisexpedition.